# 卡特琳·布雷亚
卡特琳·布雷亚（法語：Catherine Breillat，發音：[katʁin bʁɛja]；1948年7月13日—）是一位法国电影制片人、小说家。在电影界工作40多年，卡特琳·布雷亚选择在电影中把禁忌的主题正常化。利用电影媒介的优势，布雷亚将不同视角并置，以突出社会中的讽刺。

## 生平
布雷亚出生于德塞夫勒的布雷叙尔，在尼奥尔长大。她在12岁时观看英格玛·伯格曼的《小丑之夜》后决定成为一名作家和导演，认为她在哈里特·安德森的角色安娜身上找到了自己的 "虚构身体"。

## 作品名錄
- 1976年：《解放的潘多拉》（Une vraie jeune fille）
- 1979年：《妨礙安寧（法语：Tapage nocturne (film, 1979)）》（Tapage nocturne）
- 1988年：《含苞待放》（36 Fillette）
- 1991年：《和天使一樣骯髒》（Sale comme un ange）
- 1995年：《關於尼斯，待續》（À propos de Nice, la suite – Aux Niçois qui mal y pensent；多段式電影）
- 1996年：《非對稱情愛》（Parfait Amour !）
- 1999年：《羅曼史》（Romance）
- 2001年：
  - 《胖女孩》（À ma sœur !）
  - 《穿越愛情海》（Brève Traversée）
- 2002年：《性喜劇》（Sex Is Comedy）
- 2004年：《感官解析》（Anatomie de l'enfer）
- 2007年：《情慾2重奏》（Une vieille maîtresse）
- 2009年：《藍鬍子（法语：Barbe bleue (film, 2009)）》（Barbe bleue）
- 2010年：《睡美人》（La Belle Endormie；電視電影）
- 2013年：《以脆弱之名（法语：Abus de faiblesse (film)）》（Abus de faiblesse）
- 2023年：《殘夏》（L'Été dernier）